# Hedysarum linczevskyi
Hedysarum linczevskyi är en ärtväxtart som beskrevs av M.S. Bajtenov. Hedysarum linczevskyi ingår i släktet buskväpplingar, och familjen ärtväxter. Inga underarter finns listade i Catalogue of Life. Artens utbredningsområde är Kazakstan, Kirgizistan och Mongoliet.